# Augusto Leguía
Augusto Bernardino Leguía y Salcedo, né le 19 février 1863 à Lambayeque et mort le 6 février 1932 à Lima, est un homme d'État péruvien qui est président de la République à deux reprises : de 1908 à 1912 puis de 1919 à 1930.
Son second mandat est connu sous le nom d'Oncenio. Ce dernier, qui débute par un coup d'État, se caractérise par un style de gouvernement dictatorial et populiste, et par un culte de la personnalité voué à Leguía. Sur le plan économique, il y a une politique d'ouverture, considérée par certains auteurs comme excessive. Leguía renforce l'État, initie la modernisation du pays et entreprend un vaste plan de travaux publics, financé par des emprunts et dont le but immédiat est de célébrer de manière propagandiste le Centenaire de l'indépendance du Pérou en 1921. Sur le plan idéologique, les partis traditionnels s'effondrent à la suite de l’émergence de nouveaux courants politiques, tels que l’Alliance populaire révolutionnaire et le Parti communiste à gauche, et le Parti de la réforme, parti de droite nationaliste dirigé par Leguía et qui est à le principal parti du pays jusqu'à la fin de l'Oncenio. 
Le 25 août 1930, après onze années à la tête de l'État, Leguía est renversé par le général Luis Miguel Sánchez Cerro. Il meurt en prison deux ans plus tard en 1932.

## Biographie

### Carrière
Augusto Bernandino Leguía nait à Lambayeque le 19 février 1863. Fils de Nicanor Leguía y Haro et de Maria del Carmen Salcedo Taforo, il est issu d’une famille descendant de l’aristocratie espagnole arrivée à l’époque de la vice-royauté. Pendant sa jeunesse, il combat à la bataille de Miraflores pour la défense de Lima avant l’occupation chilienne. Il se marie en 1890 avec Julia Swayne Mariategui avec qui il a six enfants.
Après la guerre, il s’installe aux États-Unis pour travailler à la New York Life Insurance Company. Dans les années 1900, devenu riche, il décide de revenir au Pérou. Il entre en politique en 1903 à la demande de Manuel Candamo Iriarte (chef du parti civiliste) et de José Pardo y Barreda (président du Conseil). Il est avec succès ministre des finances jusqu’en 1904. Lorsque Pardo devient président de la République, il offre le poste de président du Conseil à Leguía. Il y reste jusqu’en 1907, pour ensuite briguer la présidence. En 1908, il gagne les présidentielles.

### Premier mandat présidentiel

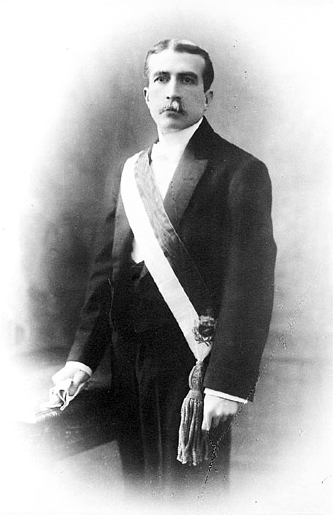
Photographie officielle du président Leguia en 1908.

Il succède ainsi à José Pardo y Barreda. Pour son premier mandat il se consacre à faire de multiples reformes économiques dans le but d’industrialiser le Pérou et d’en faire une véritable société moderne.
Le 29 mais 1909, un groupe de partisans de Piérola réussissent à forcer les portes du palais présidentiel exigeant la démission de Leguia. Dans ce groupe, on note la présence du père, Carlos et des fils, Isaias et Amadeo, de Piérola. Leguia ne voulant pas démissionner, le groupe l’enlève pour l’emmener devant le monument Bolivar. La police vient alors sauver le président au milieu de combat qui causent la mort d’une centaine de personnes.
Jusqu’en 1912, il a affaire à de sérieux problèmes frontaliers notamment avec le Brésil et la Bolivie. Le problème portant sur la frontière avec le Brésil est réglé avec la signature du traité de Velarde-Rio Blanco. Ce traité établit que les rivières Yaravi et Yaverija dessinent la plupart de la frontière. C’est un autre traité, celui de Polo-Bustamante, qui permet de définir la frontière avec la Bolivie et le partage du lac Titicaca.
En 1912, il est remplacé à la présidence par le millionnaire Guillermo Billinghurst, ancien maire de Lima. Dans les années qui suivent il voyage aux États-Unis et en Angleterre pour apprendre les méthodes bancaires et financières, qu’il appliquera plus tard.

## L'Oncenio

### Retour au pouvoir
En 4 juillet 1919, il renverse Pardo qui alors exerce un deuxième mandat à la présidence. Il prend, dans un premier temps, le pouvoir comme président provisoire, avant de dissoudre le congrès. Puis le nouveau parlement le désigne président constitutionnel le 12 octobre 1919. Il est réélu en 1924 et 1929. Leguia abolit la constitution, qui datait de 1860 et qui reste encore la plus longue de Pérou pour en promulguer une nouvelle en 1920. 

### Autoritarisme

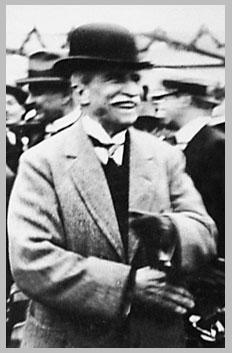
Leguia, vers 1928.

Ces années au pouvoir sont marquées par un système dictatorial en supprimant toute opposition. Plusieurs opposants sont ainsi exilés, tel que Victor Raúl Haya de la Torre au Mexique (qui fonde en exil l’APRA en 1924) et José Carlos Mariategui, futur dirigeant du Parti communiste du Pérou.
Il favorise les intérêts de l’Église catholique pour bénéficier de son appui et de celui de la droite. En 1923, il décide de consacrer le Pérou au « Sacré Cœur de Jésus ». Un important mouvement de protestation se forme, instigué par des ouvriers, des étudiants et des intellectuels dont notamment Víctor Raúl Haya de la Torre. La répression fait deux morts (un ouvrier et un étudiant) et entraine l'exil de meneurs politiques.
Il favorise aussi la pénétration au Pérou des entreprises nord-américaines, qui se montrent rassurées par la stabilité de son régime. Par la suite pourtant, il améliore la législation du travail et entreprend certaines réformes sociales. Son projet d’impôt sur le revenu finit par lui aliéner le soutien d'une partie de l'oligarchie. D'après l'historien Leslie Manigat, « si Leguia fait une politique qui fondamentalement rassure l'armée, l’Église et la gentry, il n'entend pas se laisser dominer par elles et c'est la raison d’être de ces aspects qui cherchent à cultiver les classes moyennes et à plaire au peuple ».

### Politique de modernisation

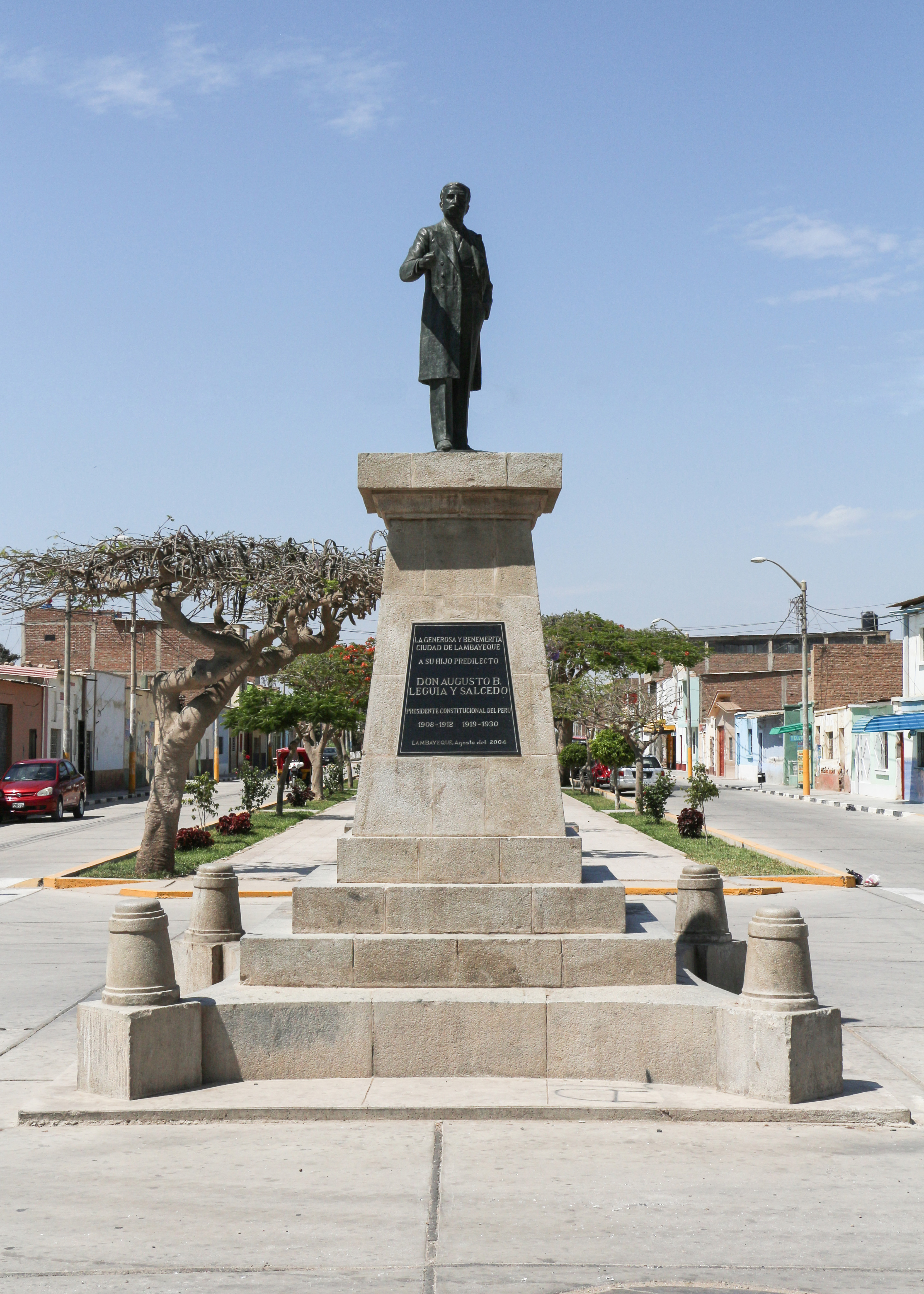
Statue d'Augusto Leguía à Lambayeque

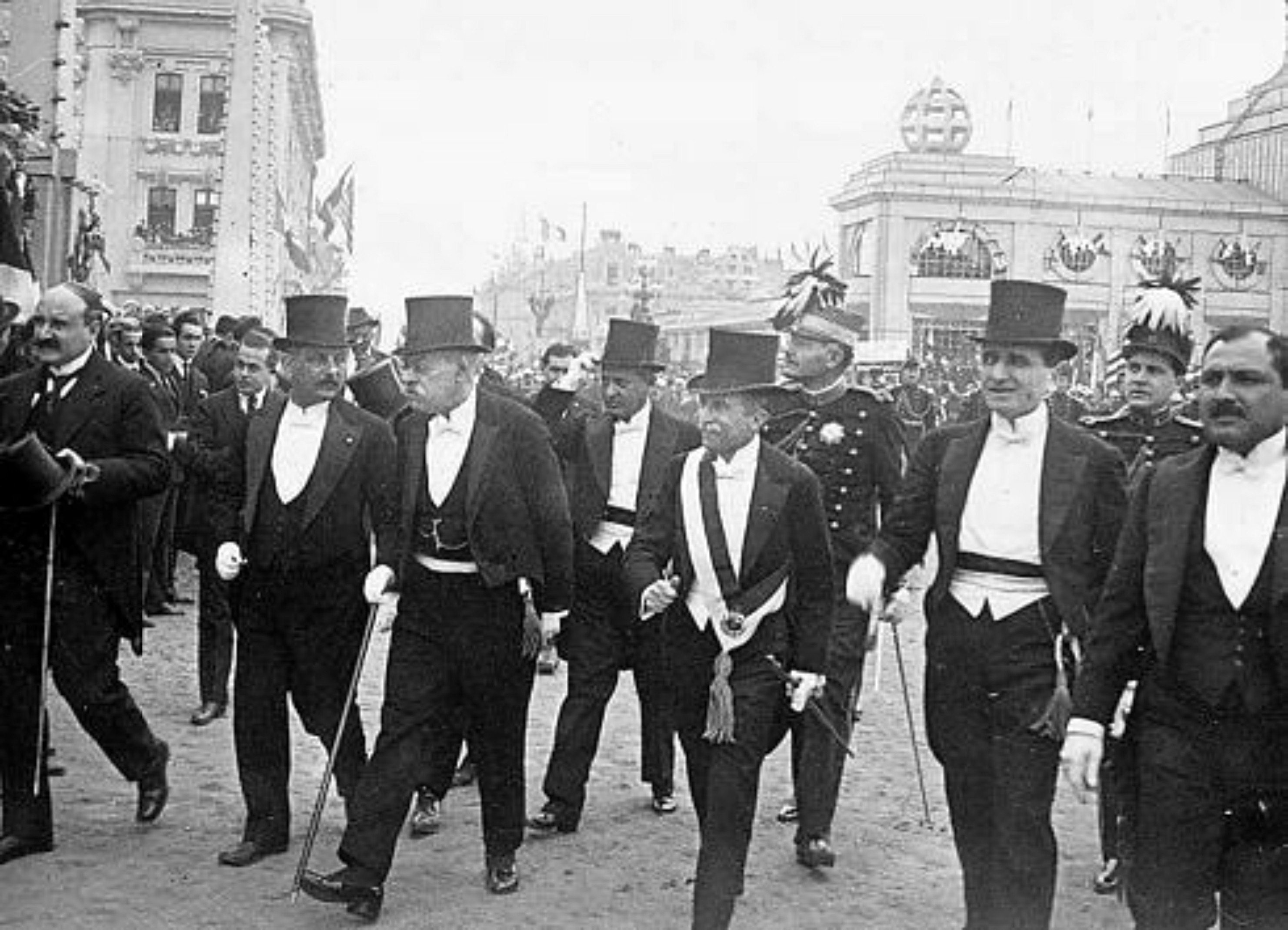
Leguia et son gouvernement lors du Centenaire de l'indépendance du Pérou en 1921.

Pendant ces onze années au pouvoir, il modernise Lima au moyen d’importants travaux financés par de lourds emprunts, dans le but de fêter le centenaire de l’indépendance nationale, améliore le système de santé avec la construction d’hôpitaux. Il profite de son second mandat pour rénover le palais du gouvernement, en 1926. Enfin il crée la banque centrale de réserve du Pérou et la banque hypothécaire du Pérou.
Au plan de la politique extérieure, il signe les traités frontaliers avec la Colombie et le Chili. Le désaccord avec la Colombie est réglé en 1922 avec la signature du traité de Salomon-Lozano. Ce traité prévoit que le Pérou cède les terres entre les rivières Putumayo et Caqueta. Enfin le compromis de Tacna-Arica permet de mettre un terme aux discordes frontalières avec le Chili.

### Chute et fin
Après 11 années de gouvernement, il est renversé par Luis Miguel Sánchez Cerro le 25 août 1930, arrêté puis emprisonné au pénitencier de Lima où il meurt en 1932.